# Purdy Point
Purdy Point är en udde i Antarktis. Den ligger i Sydorkneyöarna. Argentina och Storbritannien gör anspråk på området.
Terrängen inåt land är varierad. Havet är nära Purdy åt nordost. Trakten är obefolkad. Det finns inga samhällen i närheten. 